# نونه سیراویان
نونه هنریکی سیراویان (ارمنی: Նունե Հենրիկի Սիրավյան؛ انگلیسی: Nune Siravyan؛ زادهٔ ۵ ژوئیهٔ ۱۹۷۳) یک نقاش کلاژ، کارشناس تئاتر و طراح صحنه، لباس و جواهرات دست‌ساز اهل ارمنستان است.

## زندگی‌نامه
وی در ۵ ژوئیه ۱۹۷۳ در ایروان در به دنیا آمد هنریک سیراویان نقاش سرشناس پدر و گاگیک و داویت برادران وی هستند. وی از انستیتو دولتی هنری و نمایشی ایروان فارغ‌التحصیل گشت. 

## نمایشگاه انفرادی
- ۲۰۰۷ - مرکز ملی زیبایی‌شناسی هنریک ایگیتیان، ایروان، ارمنستان
- ۲۰۱۱ - کافه «آروئستانوتس»[پ]، ایروان، ارمنستان

## یادداشت
1. ↑  collages
2. ↑  handmade jewelry
3. ↑  «Արվեստանոց» սրճարան